# Palacio Giustinian Lolin
El palacio Giustinian Lolin es un edificio señorial italiano situado en el sestiere de San Marco en Venecia. Se sitúa frente al Gran Canal, junto al palacio Falier Canossa y próximo al campo Santo Stefano y al puente de la Academia.

## Historia
El actual edificio data del siglo XVII, a partir de un proyecto del entonces joven arquitecto veneciano Baltasar Longhena. Anteriormente hubo otra construcción del siglo XIV, también vivienda de la familia Giustinian Lolin en esta zona.
En el siglo XIX el palacio pasó por diferentes manos, hasta que acabó por ser la casa de la familia de Ugo y Olga Levi, en torno a la cual se estableció un punto de encuentro cultural, entre cuyos más ilustres asistentes se encontraba Gabriele D'Annunzio.
Desde 1962 es la sede de la "Fondazione Ugo e Olga Levi", institución dedicada a la investigación y estudio de la música.

## Descripción
La fachada del edificio, simétrica, muestra una fábrica clásica realizada en piedra de Istria, con dos serlianas superpuestas en el centro de las dos plantas principales o nobles, de orden jónico en la primera planta y de orden corintio en la segunda, que se corresponden con la del portal al nivel del canal. Todas las ventanas principales son de medio punto y tienen un mascarón central y, como las serlianas, disponen de balaustre. 
El ático posee un entresuelo, sobre el cual está dispuesta una cornisa dentellada. En el tejado destacan dos pináculos en forma de obelisco, característica que aparece en otros edificios del Gran Canal, como el palacio Belloni Battagia, el palacio Balbi o el palacio Papadopoli.